# Alto Río Senguer
Alto Río Senguer è un comune dell'Argentina e capoluogo del dipartimento di Río Senguer, in provincia di Chubut.